# Comaroma
Comaroma is een geslacht van spinnen uit de  familie van de Anapidae (Dwergkogelspinnen).

## Soorten
- Comaroma hatsushibai Ono, 2005
- Comaroma maculosa Oi, 1960
- Comaroma mendocino (Levi, 1957)
- Comaroma nakahirai (Yaginuma, 1959)
- Comaroma simoni Bertkau, 1889 (Harnasspinnetje)
- Comaroma tongjunca Zhang & Chen, 1994